# Liam Eichenberg
Liam Eichenberg (Cleveland, 19 gennaio 1998) è un giocatore di football americano statunitense che milita nel ruolo di offensive tackle per i Miami Dolphins della National Football League (NFL).

## Carriera

### Miami Dolphins
Al college Eichenberg giocò a football a Notre Dame. Fu scelto nel corso del secondo giro (42º assoluto) nel Draft NFL 2021 dai Miami Dolphins. Debuttò come professionista partendo come titolare nella gara del primo turno contro i New England Patriots. La sua stagione da rookie si concluse disputando tutte le 17 partite, 16 delle quali come titolare.

## Vita privata
Eichenberg è il fratello maggiore di Tommy che è stato selezionato nel draft NFL 2024 dai Las Vegas Raiders.